# Burg Freilingen
Als Burg Freilingen wird eine nicht mehr vorhandene (abgegangen oder Burgstall) Burg im Ortsteil Freilingen der Gemeinde Blankenheim im Kreis Euskirchen/Nordrhein-Westfalen bezeichnet. Das Grundstück hat heute die Anschrift Blankenheimer Str. 16.

## Geschichte
Ein Geschlecht derer von Freilingen findet erstmals im Jahr 1351 Erwähnung, als es mit dem Zehnt zu Freilingen durch Mechthild von Arenberg belehnt wurde. Im 16. Jahrhundert scheint die Familie in Mechthild von Freilingen ihre letzte noch auf dem Stammsitz lebende Namensträgerin zu besitzen. Sie brachte das Gut an Emmerich von Liesur. Allerdings sind die, aus dieser Zeit erhaltenen Quellen sehr lückenhaft und nicht frei von Widersprüchen. Die von Liesur besitzen über drei Generationen Freilingen, ehe Elisabeth von Liesur das Gut durch Heirat an Anton von Wolfskehl von der Kitzburg weitergibt. Durch deren Enkelin, Anna Elisabeth von Wolfskehl (um 1689–1744) wiederum gelangt das Anwesen an Wilhelm Ferdinand von Dunckel. Die Familie lebt zunächst auf einem Gut des Ehemannes in Lüxheim. Unter ihren Kindern finden sich Wilhelm Adolph von Dunckel (1718–1800), der im Jahre 1791 der letzte Dekan des Klosters Springiersbach vor dessen Säkularisation wurde und dessen Bruder Max Philipp (1723–1796), der ebenfalls als Kanoniker in Springiersbach lebte und 1785 durch den Trierer Erzbischof zum Administrator des Damenstifts Kloster Stuben ernannt wurde. Auch in früheren Generationen finden sich Mitglieder der Klöster Stuben, Springiersbach, Engelport oder auch Füssenich.
Mit der einzigen Enkelin des Wilhelm Ferdinand von Dunckel, Caroline (1798–1868), stirbt auch diese Familie aus. Caroline von Dunckel heiratet den Bürgerlichen Hermann Maria Hons (1802–1856), mit dem sie in Köln und zuletzt Dresden lebt. Nach geschäftlichen Misserfolgen verliert die Familie sukzessive das allerdings auch hochbelastete Erbe. Dieses bestand um 1825 noch aus Gütern in Effelsberg, Lüxheim, Kleingladbach bei Erkelenz und Freilingen. Zu Hons Geschäftsversuchen gehörte der Handel mit Wein in Köln und Dresden oder auch der Aufbau einer Brauerei in Hersel bei Bonn. Im Zusammenhang mit diesem Engagement lässt er 1844/45 auch den Bahnhof Roisdorf an der Strecke von Köln nach Bonn errichten. 
Caroline von Dunckel verlebt vermutlich nur wenige Jahre in Freilingen und wächst wohl überwiegend bei Verwandten in Uerdingen und Köln auf. Nach dem Tod ihres Vaters, sie selbst ist erst zwei Jahre alt, heiratete ihre von Schloss Leerodt stammende Mutter Clementine von Leerodt (1762–1820) in zweiter Ehe im Jahr 1801 den späteren Bürgermeister von Lommersdorf (1812–1835) und Blankenheim (1826–1835), Anton von Manteuffel (1781–1870). Von Manteuffel blieb jedoch nur Verwalter der Liegenschaften aus dem Nachlass von Dunckel. Dem von Burg Ringsheim gebürtigen Landadligen gehörten aber Anteile an Burg Lindweiler, zuletzt lebte er bei seinem ältesten Sohn in Embken. 1826 lässt Caroline von Dunckel das Burggut Freilingen versteigern. Es bestand zu diesem Zeitpunkt neben der Burg selbst aus 14 Morgen Gartenland, 50 Morgen Wiesen, 244 Morgen Ackerland, 62 Morgen Hecken und Büsche, 5 Morgen Gestrüpp und 421 Morgen Wildland. Für insgesamt 10.000 Berliner Taler erhielt ein Konsortium aus ortsansässigen Bauern und Müllern den Zuschlag, die das Land auf sich aufteilten und die Burg letztlich auf Abbruch veräußerten.

## Beschreibung
Die Anlage stellte eine typische Wohnburg dar, die sich nur nach ihrem Grundbesitz von vergleichbaren Guts- oder Lehenshöfen der Region unterschied. Bei der Gesamtanlage handelte es sich um ein zweigeschossiges Burghaus mit angebautem Treppenturm und südlich vorgelagerten halbrunden Wirtschaftsgebäuden. Nach ihrem Äußeren war die Burg vergleichbar den nahegelegenen Anlagen in Marmagen und Urft (Burg Dalbenden).
Das Haupthaus lag mit seiner Nord-West-Seite an dem heutigen Marienplatz im damaligen Niederfreilingen, an dessen Ostseite die Freilinger Kapelle steht. Direkter Nachbar war der Herzog von Arenberg, als Eigentümer des Gilles genannten Lehenshofes. Der Nachweis für das einstige Vorhandensein einer von Gräben umgebenen Wasserburg, wie vereinzelt in der Literatur zu lesen, kann bislang nicht erbracht werden.

## Heutiger Zustand
Da die Erwerber der Anlage im Jahre 1826 keine Verwendung für den überalterten Bau hatten, ließen sie ihn abbrechen um aus den Materialien in Teilen noch einen Erlös zu erzielen. Zumal das ersteigerte Land für sie von größerer Bedeutung war. Teile der bei Abbruch noch vorhandenen Bausubstanz (Mauerwerk, Fenstersteine, Türen, Innentreppe) sind insbesondere in  den 1830/31 errichteten Wohnhäusern Blankenheimer Str. 9 und 11 wieder, die ursprünglich Teil einer Gutshofanlage waren, zu finden.